# Gente (singolo)
Gente è un brano musicale della cantante italiana Laura Pausini.
Il brano viene tradotto in lingua spagnola con il titolo Gente.

## Gente (Italian Version)

### Il brano
Gente è il 2° singolo estratto a giugno dall'album Laura del 1994.
La musica è composta da Angelo Valsiglio; il testo è scritto da Cheope e Marco Marati.
Il brano viene trasmesso in radio; viene realizzato il videoclip.
Inoltre il brano, per quanto riguarda il ritmo, ha una forte somiglianza con il bumper pubblicitario delle tre reti RAI del periodo 1993-2000.
Nel 1999 il videoclip di Gente viene inserito nella VHS Video collection 93-99.
Il brano viene poi inserito nell'album del 2001 The Best of Laura Pausini - E ritorno da te in una nuova versione con il titolo Gente (Ordinary People).

### Riconoscimenti
Con il brano Gente Laura Pausini partecipa nel 1994 al Festivalbar ricevendo il Premio Europa.

### Tracce
45 giri - 600000790 Warner Music Italia (1993)
1. Gente (Laura Pausini)
2. Things can only get better (D:Ream)

CDS - Promo 140154962 Warner Music Italia (1994)
1. Gente (Italian Version)

CDS - 0630160062 Warner Music Italia (1996)
1. Incancellabile
2. Strani amori
3. Gente (Italian Version)
4. Incancellabile (Instrumental)

Download digitale
1. Gente (Italian Version)
2. Gente (Italian Version) (New Version)

### Classifiche
Posizioni massime
| Classifica (1994-1995) | Posizione |
| ---------------------- | --------- |
| Belgio (Fiandre)       | 23        |
| Francia                | 43        |
| Paesi Bassi            | 41        |
| Porto Rico             | 5         |

## Gente (Spanish Version)

### Il brano
Nel 1994 la canzone Gente viene tradotta in lingua spagnola da Badia con il titolo Gente.
Viene inserita nel primo album in lingua spagnola Laura Pausini ed estratta come 4° singolo nel 1995 in Spagna e in America Latina.
Il brano viene trasmesso in radio; viene realizzato il videoclip.
Nel 1999 il videoclip di Gente viene inserito nella VHS Video collection 93-99.
Il brano viene poi inserito nell'album del 2001 Lo mejor de Laura Pausini - Volveré junto a ti in una nuova versione con il titolo Gente (Ordinary People).

### Tracce
CDS - Promo DG184 Warner Music Spagna (1995)
1. Gente (Spanish Version)

CDS - Promo Warner Music Spagna (1995)
1. Gente (Spanish Version)

CDS - 4509961272 Warner Music Germania (1995)
1. Gente (Spanish Version)
2. La soledad
3. Il cuore non si arrende

CDS - 0706301111925 Warner Music Francia (1995)
1. Gente (Spanish Version)
2. La soledad
3. Se fue

Download digitale
1. Gente (Spanish Version)
2. Gente (Spanish Version) (New Version)

### Classifiche
Posizioni massime
| Classifica (1995)            | Posizione |
| ---------------------------- | --------- |
| Stati Uniti (Latin Song)     | 13        |
| Stati Uniti (Latin Pop Song) | 2         |

## Pubblicazioni
Gente (Italian Version) viene inserita anche nell'album Laura Pausini del 1995; in una versione rinnovata nell'album The Best of Laura Pausini - E ritorno da te del 2001; in un'altra versione rinnovata nell'album 20 - The Greatest Hits del 2013; in versione Live nel DVD Live 2001-2002 World Tour del 2002 (video), negli album Live in Paris 05 del 2005 (audio e video), San Siro 2007 del 2007 (audio e video) e Inedito - Special Edition e Inédito - Special Edition del 2012 (Medley Luna video).
Gente (Spanish Version) viene inserita anche in una versione rinnovata nell'album Lo mejor de Laura Pausini - Volveré junto a ti del 2001; in un'altra versione rinnovata nell'album 20 - Grandes Exitos del 2013; in versione Live negli album Laura Live World Tour 09 e Laura Live Gira Mundial 09 (Medley Pop video).

## Cover
Nel 1995 il cantante brasiliano Renato Russo realizza una cover di Gente (in lingua italiana) inserendola nell'album Equilíbrio Distante.